# Erebus subobscura
Erebus subobscura är en fjärilsart som beskrevs av Rothschild 1915. Erebus subobscura ingår i släktet Erebus och familjen nattflyn. Inga underarter finns listade i Catalogue of Life.